# (524612) 2003 QA112
(524612) 2003 QA112 est un objet transneptunien faisant partie des cubewanos. 

## Caractéristiques
(524612) 2003 QA112 mesure environ 243 km de diamètre.